# Кобзев, Игорь Иванович (политик)
Игорь Иванович Кобзев (род. 29 октября 1966, Воронеж) — российский государственный и военный деятель. Губернатор Иркутской области с 18 сентября 2020 (врио 12 декабря 2019 — 18 сентября 2020). Секретарь Иркутского регионального отделения партии «Единая Россия» с 28 января 2022 (и. о. 3 декабря 2021 — 28 января 2022).
Генерал-полковник внутренней службы (2019).

## Биография
Игорь Иванович Кобзев родился 29 октября 1966 года в Воронеже. Из семьи с давними военными традициями; дед участвовал в Великой Отечественной войне и был награждён орденом Славы III степени.
В 1988 году окончил Воронежское высшее военное авиационное инженерное училище. С августа 1988 по август 1989 года служил помощником начальника штаба 936-го отдельного батальона аэродромно-технического обеспечения Сызранского высшего военного авиационного училища лётчиков им. 60-летия СССР, а затем был помощником начальника отдела кадров училища. С февраля 1992 по декабрь 1999 года занимал пост начальника отдела кадров и строевой части 146-й отдельной мобильной механизированной бригады гражданской обороны, а с декабря 1999 по август 2000 года — старшего помощника начальника штаба по кадрам и строевой части 847-го спасательного центра. В 1999 году в составе Территориального управления МЧС России принял участие в чеченской войне. С августа 2000 по декабрь 2003 года занимал пост начальника управления по делам гражданской обороны и чрезвычайным ситуациям Железнодорожного района Воронежа — заместителя начальника гражданской обороны в Воронеже.
В 2001 году окончил юридический факультет Воронежского государственного университета. С декабря 2003 по январь 2005 года был помощником начальника Главного управления (по организации службы безопасности военной и внутренней службы). С января 2005 по январь 2008 года занимал должность начальника управления кадров, воспитательной работы, профессиональной подготовки и психологического обеспечения. В 2006 году окончил Воронежский институт экономики и социального управления. С января 2008 по май 2010 года находился на посту первого заместителя начальника Главного управления МЧС России по Воронежской области. В 2009 и 2012 годах прошёл курсы повышения квалификации в Академии гражданской защиты МЧС России. С мая 2010 по апрель 2016 года был начальником Главного управления МЧС России по Воронежской области.

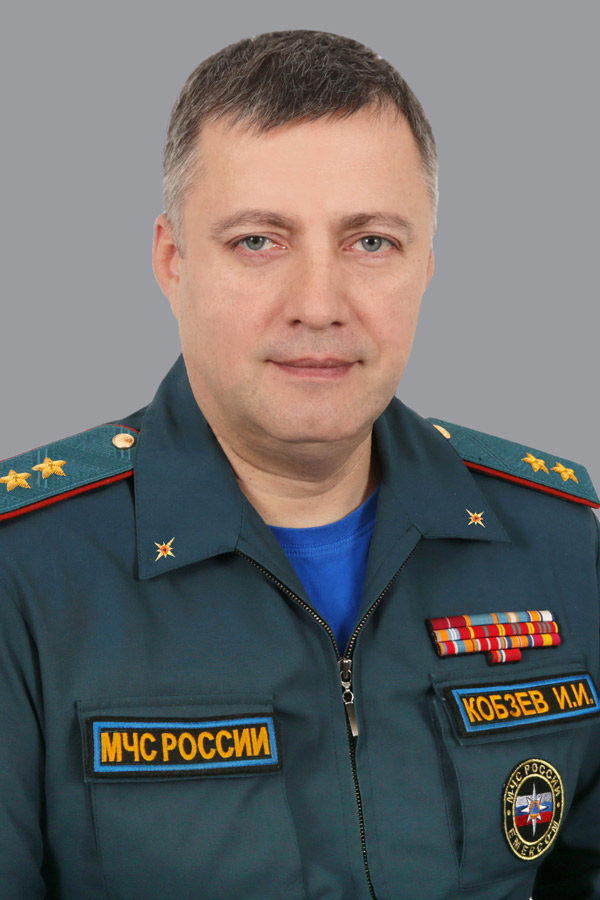
Генерал-лейтенант Кобзев

13 декабря 2012 года получил звание генерал-майора внутренней службы.
С апреля 2016 по август 2017 года находился на должности первого заместителя начальника Центрального регионального центра МЧС России, а также исполнял обязанности начальника Центрального регионального центра. В 2017 году окончил магистратуру Академии государственной противопожарной службы МЧС России. В августе 2017 года занял пост директора департамента кадровой политики МЧС России, а в августе 2018 года стал исполняющим обязанности заместителя министра МЧС России.
12 декабря 2018 года присвоено специальное звание генерал-лейтенанта внутренней службы.
Был занят на разрешении ряда крупных чрезвычайных ситуаций, в частности в ликвидации последствий катастрофы самолёта АН-148 в Белгородской области, участвовал в отправке колонны с гуманитарной помощью на территорию Южной Осетии в ходе грузино-южноосетинского конфликта (2008 год), принимал участие в тушении природных пожаров в Воронежской области (2010 год), руководил операцией по приёму беженцев из Украины на территории Воронежской области (2014 год), ликвидировал последствия катастрофы самолёта АН-148 в Московской области (2018 год).
1 мая 2019 года был назначен заместителем министра МЧС России — главным государственным инспектором РФ по пожарному надзору, а 4 ноября того же года был переназначен.
18 ноября 2019 года был включён в состав Геральдического совета при Президенте Российской Федерации.

## Глава Иркутской области

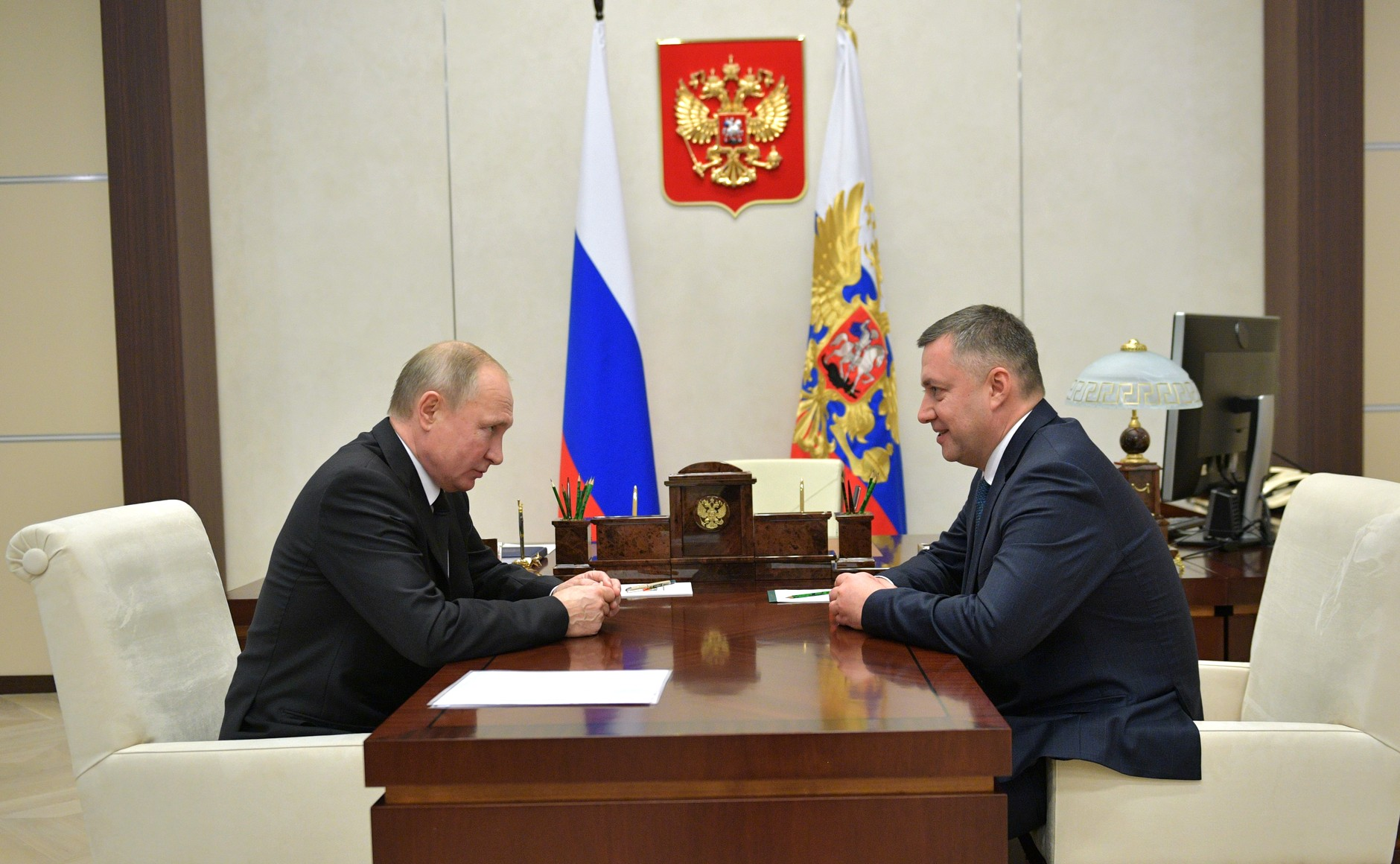
Кобзев на встрече с Путиным, 12 декабря 2019 года

12 декабря 2019 года назначен временно исполняющим обязанности губернатора Иркутской области, после отставки с этой должности Сергея Левченко. После этого был на рабочей встрече с президентом России Владимиром Путиным, а также с премьер-министром Дмитрием Медведевым. Назначение поддержал министр МЧС России Евгений Зиничев. В тот же день получил звание генерал-полковника внутренней службы. Уход Левченко с поста губернатора произошёл на фоне проблем и неразберихи с ликвидацией последствий наводнения в Иркутской области, сильнейшего за последние 180 лет.
Я не хочу, знаете, бросать камни в человека [Левченко], который уже ушёл. Он, конечно, особенно на первом этапе своей работы, старался и прочее. Но, конечно, в этих условиях нужен специалист, который хорошо разбирается в тех вопросах, которые подлежат решению. Думаю, что человек, которого мы сейчас выбрали, замминистра по чрезвычайным ситуациям, он с этой задачей справится, тем более при поддержке федерального центра, который выделяет на это серьёзные деньги.Владимир Путин, «Прямая линия», 19 декабря 2019 года.
13 декабря был представлен полномочным представителем президента России в Сибирском федеральном округе Сергеем Меняйло членам правительства и депутатам Законодательного собрания Иркутской области. Оценивая назначение, эксперты указывали, что на будущих выборах губернатора Иркутской области Кобзев как типичный «варяг» может столкнуться с конкуренцией со стороны местных элит.
20 мая 2020 года сообщил, что принял решение участвовать в качестве самовыдвиженца в губернаторских выборах, проведение которых намечено на 13 сентября того же года. Возможность Кобзева выиграть выборы в первом туре оценивалась довольно скептически, несмотря на то, что он является ставленником федерального центра и пользуется поддержкой кремлёвских политтехнологов. Тем не менее, Кобзев набрал 60% голосов, опередив кандидата от КПРФ и депутата Государственной думы Михаила Щапова с 26%, против которого был выдвинут «спойлер» с близкой до степени смешения фамилией. Явка же на иркутских выборах оказалась самой низкой по России и составила порядка 32%. Церемония инаугурации Кобзева состоялась 18 сентября на заседании Законодательного собрания Иркутской области. В тот же день Кобзев был введён в состав подгруппы по направлению «Высшее образование» рабочей группы «Образование и наука» в составе Государственного совета Российской Федерации. 23 сентября произвёл перестановки в правительстве, в частности назначил Константина Зайцева и Дмитрия Бердникова своими заместителями.
26 октября был госпитализирован с коронавирусом, а 6 ноября выписан из больницы и продолжил работу.
С 21 декабря 2020 года — член президиума Государственного Совета Российской Федерации.

## Награды
- Медаль ордена «За заслуги перед Отечеством» II степени[4][6].
- Медали МЧС России: «За безупречную службу», «За содружество во имя спасения», «За пропаганду спасательного дела», «ХХ лет МЧС России», «За отличие в военной службе» I, II, III степеней, «Маршал Василий Чуйков», «75 лет Гражданской обороне», «100 лет Санкт-Петербургскому университету ГПС МЧС России», «Участнику ликвидации пожаров 2010 года», «70 лет Главному управлению МЧС России по г. Москва»[4][46].

## Личная жизнь
Женат, четверо детей. Увлекается борьбой и плаванием, любит читать художественную литературу. За 2019 год задекларировал годовой доход в размере 10 миллионов рублей, три земельных участка, один жилой дом, четыре квартиры, два гаража, две автомашины — ВАЗ 21093 и BMW X6, записанный на жену, которая доходов не имела.

## Санкции
24 февраля 2023 года Госдепом США Кобзев включён в санкционный список лиц причастных к «осуществлению российских операций и агрессии в отношении Украины, а также к незаконному управлению оккупированными украинскими территориями в интересах РФ», в частности за «призыв граждан на войну в Украине».
1 апреля 2023 года внесён в санкционный список Украины как «глава государственного органа, осуществлявший поддержку/поощрение/публичное одобрение политики РФ, направленной на проведение военных действия и геноцид гражданского населения в Украине».